# Townsend Thoresen
Townsend Thoresen was een Britse rederij, die in 1968 was ontstaan uit de fusie van Townsend Brothers Ferries en Thoresen Car Ferries. P&O kocht de rederij in 1987 en hernoemde haar tot P&O European Ferries.

## Geschiedenis

### Voorlopers

#### Townsend Brothers Ferries
Townsend Brothers Ferries werd opgericht in 1928 om auto's te vervoeren tussen het Britse Dover en het Franse Calais. Het eerste schip dat zij zelf speciaal voor de route lieten bouwen, kwam in 1962 in de vaart. Zij kreeg de naam Free Enterprise, waarmee de rederij aan wilde geven dat ze trots was op haar status als private onderneming. De route werd in de tijd nog gedomineerd door de staatsbedrijven British Railways en SNCF.
Vergelijkbare schepen kwamen in 1965 en 1966 in dienst, achtereenvolgens de Free Enterprise II en de Free Enterprise III. De Free Enterprise werd herdoopt tot Free Enterprise I.
In 1966 begon de rederij ook een dienst tussen Dover, Felixstowe en het Belgische Zeebrugge.

#### Thoresen Car Ferries
Thoresen Car Ferries was een Noorse rederij, opgericht door Otto Thoresen in 1964. De rederij voer tussen het Britse Southampton en de Franse steden Cherbourg en Le Havre. De namen van hun eerste schepen, Viking I, Viking II en Viking III, verwezen naar de Scandinavische origine van het bedrijf.

### Fusie
De twee rederijen gingen in 1968 samen verder als Townsend Thoresen, dat onderdeel werd van de European Ferries Group (EFG).
De corebusiness van EFG was passagiersscheepvaart, maar het was ook een grote eigenaar van grond in de Verenigde Staten en het Spaanse Resort La Manga op het moment dat P&O de rederij kocht.

### Overname door P&O
De rederij werd in 1986 door P&O overgenomen. Een jaar later zonk de Herald of Free Enterprise voor de kust van Zeebrugge. Hierdoor kwam de naam van de rederij en het logo in de negatieve publiciteit. Daarop besloot P&O een rebranding door te voeren en de naam van de rederij te wijzigen. De nieuwe naam werd P&O European Ferries.

## Voormalige routes
Kanaal
- Calais - Dover
- Boulogne - Dover
- Zeebrugge - Dover

Westelijk kanaal
- Southampton - Cherbourg (in 1984 werd Southampton verruild voor Portsmouth)
- Southampton - Le Havre (in 1984 werd Southampton verruild voor Portsmouth)

Noordelijke Ierse Zee
- Cairnryan - Larne

Zuidelijke Noordzee
- Zeebrugge - Felixstowe
- Zeebrugge - Hull

### Passagiersboten
Alleen eigen schepen die passagiers vervoerden zijn opgenomen. Schepen die voornamelijk vracht vervoerden, schepen die gehuurd waren en schepen die in gezamenlijke dienst met een andere rederij waren zijn niet opgenomen.

#### Voormalige Thoresen Car Ferries schepen
| Naam                                              | Dienstperiode |
| ------------------------------------------------- | ------------- |
| Viking I (werd later herdoopt tot Viking Victory) | 1964 - 1974   |
| Viking II                                         | 1964 - 1984   |
| Viking III                                        | 1965 - 1982   |
| Viking IV                                         | 1967 - 1981   |

#### Voormalige Townsend Brothers Ferries schepen
| Naam                | Dienstperiode |
| ------------------- | ------------- |
| Free Enterprise I   | 1962 - 1980   |
| Pride Enterprise II | 1965 - 1982   |
| Free Enterprise III | 1966 - 1984   |

#### Schepen indienst gekomen na de fusie
| Naam                                 | Dienstperiode |
| ------------------------------------ | ------------- |
| Free Enterprise IV                   | 1969 - 1987   |
| Free Enterprise V                    | 1970 - 1987   |
| Free Enterprise VI                   | 1972 - 1987   |
| Free Enterprise VII                  | 1973 - 1987   |
| Free Enterprise VIII                 | 1974 - 1987   |
| Viking Venturer                      | 1975 - 1987   |
| Viking Valiant                       | 1975 - 1987   |
| Viking Voyager                       | 1976 - 1987   |
| Viking Viscount                      | 1976 - 1987   |
| Viking Victory (voormalige Viking I) | 1976 - 1987   |
| Spirit of Free Enterprise            | 1979 - 1987   |
| Herald of Free Enterprise            | 1980 - 1987   |
| Pride of Free Enterprise             | 1980 - 1987   |

### Jumboisation
In de jaren 1985 en 1986 werden een viertal schepen verbouwd om hun capaciteit aanzienlijk te vergroten. Hiertoe werden de 'Free Enterprise VI' en de 'Free Enterprise VII' van de Dover - Zeebrugge route en de 'Viking Venturer' en de 'Viking Valiant' van de Portsmouth - Le Havre route uitgekozen. Op het nieuwe uiterlijk van de schepen was veel commentaar, veel mensen vonden het gedrochten van schepen. Feit is wel dat de rederij er veel extra geld door verdiende.